# Mecklenburg County (Virginia)
Mecklenburg County ist ein County im Bundesstaat Virginia der Vereinigten Staaten. Im Jahr 2020 hatte das County 30.319 Einwohner und eine Bevölkerungsdichte von 18,8 Einwohner pro Quadratkilometer. Der Verwaltungssitz (County Seat) ist Boydton. Das County gehört zu den Dry Countys, was bedeutet, dass der Verkauf von Alkohol eingeschränkt oder verboten ist.

## Geographie
Mecklenburg County liegt im äußersten Süden von Virginia, grenzt an North Carolina und hat eine Fläche von 1759 Quadratkilometern, wovon 143 Quadratkilometer Wasserfläche sind. Es grenzt im Uhrzeigersinn an die Countys Halifax, Charlotte, Lunenburg und Brunswick in Virginia sowie Warren, Vance und Granville in North Carolina.
Im County befinden sich die Staumauer sowie ein großer Teil des John H. Kerr Reservoirs.

## Geschichte
Gebildet wurde es 1765 aus Teilen des Lunenburg County.

## Demografische Daten

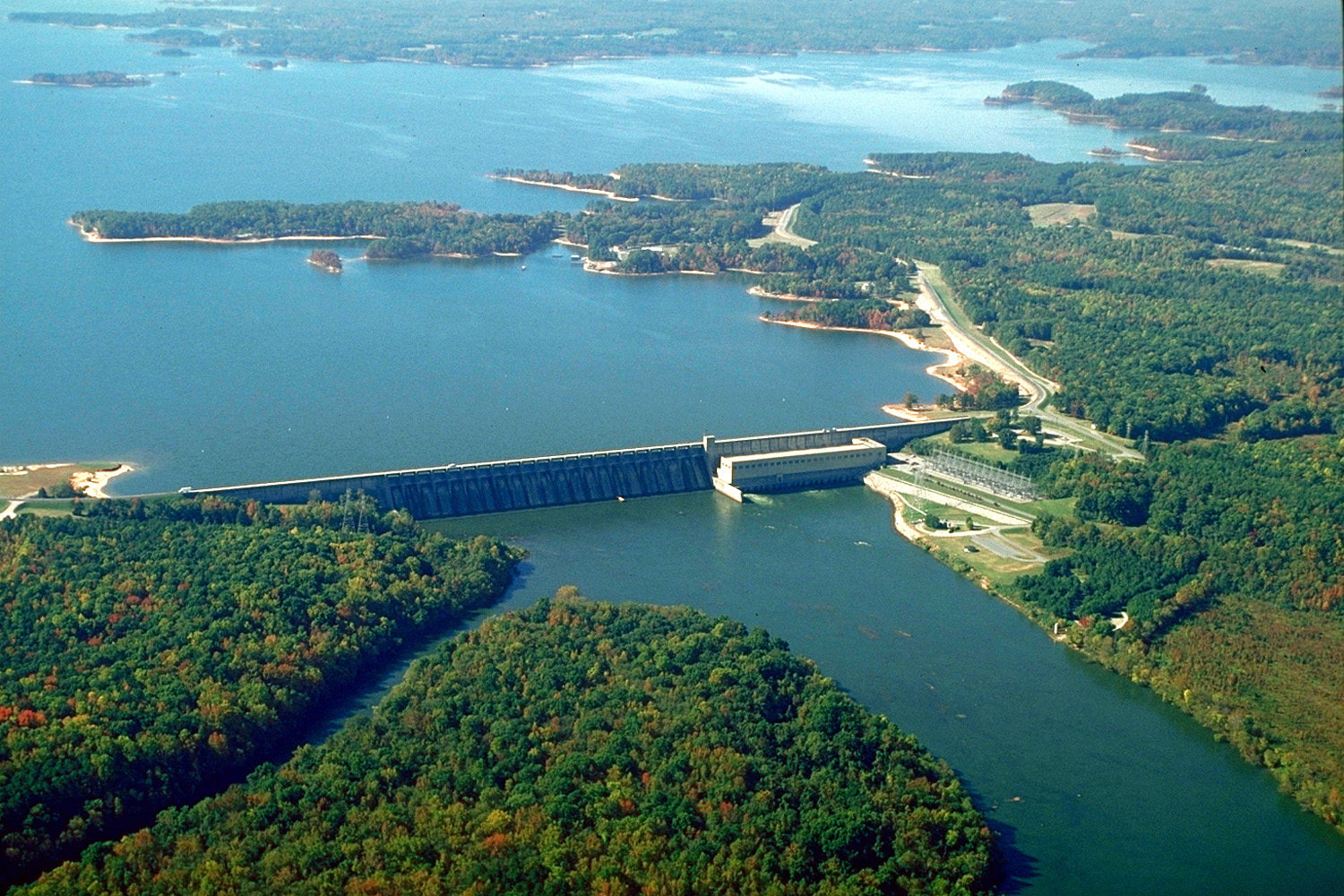
John H. Kerr Reservoir am Roanoke River im Mecklenburg County

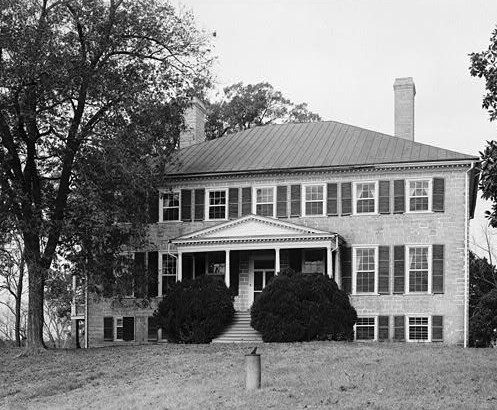
Die Prestwould-Plantage, gelistet im NRHP, Nr. 69000260

Alterspyramide des Mecklenburg County

Nach der Volkszählung im Jahr 2000 lebten im Mecklenburg County 32.380 Menschen in 12.951 Haushalten und 8.962 Familien. Die Bevölkerungsdichte betrug 20 Einwohner pro Quadratkilometer. Ethnisch betrachtet setzte sich die Bevölkerung zusammen aus 59,24 Prozent Weißen, 39,08 Prozent Afroamerikanern, 0,21 Prozent amerikanischen Ureinwohnern, 0,30 Prozent Asiaten, 0,01 Prozent Bewohnern aus dem pazifischen Inselraum und 0,48 Prozent aus anderen ethnischen Gruppen; 0,68 Prozent stammten von zwei oder mehr Ethnien ab. 1,21 Prozent der Bevölkerung waren spanischer oder lateinamerikanischer Abstammung.
Von den 12.951 Haushalten hatten 26,5 Prozent Kinder und Jugendliche unter 18 Jahre, die bei ihnen lebten. 51,0 Prozent waren verheiratete, zusammenlebende Paare, 14,1 Prozent waren allein erziehende Mütter, 30,8 Prozent waren keine Familien, 27,2 Prozent waren Singlehaushalte und in 13,2 Prozent lebten Menschen im Alter von 65 Jahren oder darüber. Die Durchschnittshaushaltsgröße betrug 2,38 und die durchschnittliche Familiengröße lag bei 2,87 Personen.
Auf das gesamte County bezogen setzte sich die Bevölkerung zusammen aus 21,6 Prozent Einwohnern unter 18 Jahren, 7,2 Prozent zwischen 18 und 24 Jahren, 27,4 Prozent zwischen 25 und 44 Jahren, 26,0 Prozent zwischen 45 und 64 Jahren und 17,8 Prozent waren 65 Jahre alt oder darüber. Das Durchschnittsalter betrug 41 Jahre. Auf 100 weibliche Personen kamen 97,3 männliche Personen. Auf 100 Frauen im Alter von 18 Jahren oder darüber kamen statistisch 96,5 Männer.
Das jährliche Durchschnittseinkommen eines Haushalts betrug 31.380 USD, das Durchschnittseinkommen der Familien betrug 37.752 USD. Männer hatten ein Durchschnittseinkommen von 26.852 USD, Frauen 19.609 USD. Das Prokopfeinkommen betrug 17.171 USD. 11,6 Prozent der Familien und 15,5 Prozent der Bevölkerung lebten unterhalb der Armutsgrenze. Davon waren 20,6 Prozent Kinder oder Jugendliche unter 18 Jahre und 17,3 Prozent waren Menschen über 65 Jahre.